# Полнарёва, Лариса Анатольевна
Лариса Анатольевна Полнарёва (род. 5 апреля 1958, Винница) — российская, ранее советская, шахматистка, международный мастер (1986).

## Биография
Окончила философский факультет ЛГУ. Во время учебы занималась шахматами под руководством Г. Е. Несиса и В. Шермана. Позже работала с И. Волчихиным и Е. Андреевым. 
Чемпионка РСФСР (1984). Участница чемпионатов СССР: 1984 — 12—13-е место и 1987 — 18-е место.
Призер двух командных кубков СССР:
- 1976 — в составе сборной сельских ДСО выиграла бронзовую медаль в команде.
- 1978 — в составе сборной ДСО «Буревестник» выиграла 2 медали — серебряную в команде и бронзовую в индивидуальном зачёте.

Лучшие результаты в международных турнирах: Владимир (1979) — 2—5-е места; Сочи (1985 и 1987) — 4-е и 3—4-е места.
Работала в сфере журналистики. В 1986 г. вместе с мастером В. И. Федоровым выпустила программу матч-реванша на первенство мира между Г. К. Каспаровым и А. Е. Карповым (на русском и английском языках), содержащую краткие биографии шахматистов, очерки их спортивного пути и регламент соревнования.

## Изменения рейтинга
| Графики недоступны из-за технических проблем. См. информацию на Фабрикаторе и на mediawiki.org. |